# Moulage sous vide

Visualisation simplifiée du moulage sous vide.

Le moulage sous vide ou par dépression ou « au sac » est un procédé de mise en forme par moulage de pièces en matériaux composites. Ces matériaux peuvent être à base de thermoplastiques et surtout de thermodurcissables.

## Mode opératoire
Au cours du moulage, la mise en forme de la matière placée au‑dessus ou à l'intérieur d'un moule rigide est effectuée par l'application d'une pression uniforme à travers une membrane souple telle qu'un sac en caoutchouc.
Le mode opératoire est le même que le moulage au contact sauf que la stratification est mise sous vide par la suite à l'aide de consommables drainants, d'une bâche étanche, de joints, de tuyaux et d'une pompe à vide (liste non exhaustive).
On obtient alors un composite de meilleure qualité qu'avec le moulage au contact, dans lequel le taux de fibre est supérieur car l'excès de résine est aspiré par la dépression créée lors de la mise sous vide.